# System

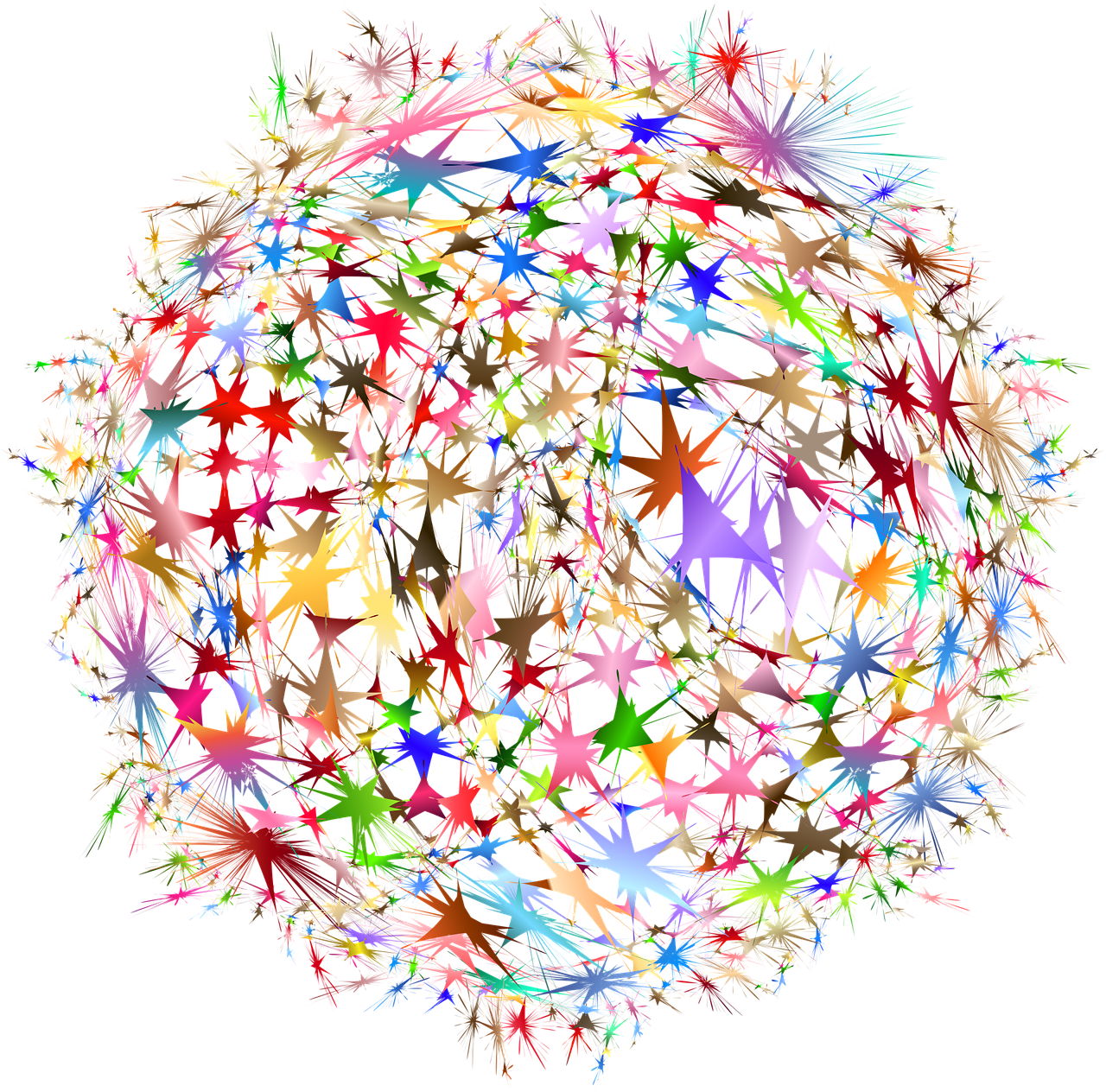
Jegliches System ist allgemein ein abgrenzbares Ganzes, das aus verschiedenen Teilen besteht, die irgendwie geordnet miteinander vernetzt sind; konkret gibt es eine Vielzahl unterschiedlicher Systeme mit eigenen Merkmalen (Bild: Abstrakte Veranschaulichung)

Als System (altgriechisch sýstēma „aus mehreren Einzelteilen zusammengesetztes Ganzes“) wird etwas bezeichnet, dessen Struktur aus verschiedenen Komponenten mit unterschiedlichen Eigenschaften besteht, die aufgrund bestimmter geordneter und funktionaler Beziehungen untereinander als gemeinsames Ganzes betrachtet werden (können) und so von anderem abgrenzbar sind.
Es gibt keine einheitliche Definition des Begriffs, da die Bedeutungszuweisung je nach Fachgebiet sehr unterschiedlich ist. Demnach ist auch der vorhergehende Satz eine Abstraktion im Sinne eines größten gemeinsamen Nenners.
Folgende Konkretisierungen der einzelnen Parameter sind möglich:
- Ein System erfüllt zielgerichtet einen bestimmten Zweck und hat dazu mindestens eine besondere Eigenschaft, die nicht in seinen Teilen enthalten ist, sondern erst durch deren Kombination entsteht. Bei technischen Systemen ist dieser Zweck offensichtlich. Bei biologischen Systemen ist dieser Zweck umstritten, aber nach häufiger Annahme die Vervielfältigung der Gene.[6][7][8][9][10] (Selbsterhaltung, Fortpflanzung etc. wären dabei nur Funktionen, die diesem Zweck dienen.) Wenn sich die besonderen Eigenschaften nicht allein aus dem funktionalen Zusammenwirken der Teile – „von unten“ betrachtet – erklären beziehungsweise vorausberechnen lassen, nennt man sie emergente Eigenschaften.
- Die räumliche und/oder zeitliche Grenze eines Systems kann durch seine Körperlichkeit oder bestimmte Kräfte physisch beschrieben werden (reale / materielle / konkrete Systeme) – oder rein gedanklich konstruierter, zweckdienlicher Natur sein (ideelle / immaterielle / theoretische Systeme).
- Die Komponenten (Elemente, Teile) eines Systems werden dadurch bestimmt, dass sie voneinander abgrenzbare, unterschiedliche Funktionen oder Aufgaben im System erfüllen. Im Grunde kann jeder beliebige reale (Planet, Baum, Organ, Bauteil u. v. m.) oder gedachte Gegenstand (Laute, Gebärden, Zeichen, Symbol u. v. m.) Teil eines Systems sein. Ein System kann Teilsysteme (Subsysteme) enthalten und selbst Teil eines umfassenderen Systems (Supersystem) sein. Die Art der Komponenten, ihre Ordnung und Organisation bestimmt das räumliche Erscheinungsbild des Systems.
- Die (reale oder konstruierte) Ordnung innerhalb von Systemen beruht auf Gesetzmäßigkeiten, die im Zusammenspiel der Verhaltensmöglichkeiten bestimmte Muster ergeben. In einfachen Systemen ist dies grundsätzlich vorhersagbar (sofern alle Parameter bekannt sind). Diese Strukturregeln bestimmen den Komplexitätsgrad des Systems. Komplexe Systeme sind hingegen aufgrund mehr oder weniger chaotischer Prozesse unvorhersagbar.
- Werden Teile entfernt oder hinzugefügt, verändert sich das System.
- Die Beziehungen zwischen den Komponenten ist informationeller, materieller und/oder energetischer Natur und wirkt als Wechselwirkung, Beeinflussung und/oder Verknüpfung. Der Grad und/oder die Herstellung oder Erweiterung von Beziehungen wird Vernetzung genannt. Die Kybernetik untersucht die Beziehungen und Mechanismen zwischen Systemkomponenten.

Systemtypen können etwa wie folgt untergliedert werden:
- Alle natürlichen Systeme sind reale Systeme, die ohne gezielten anthropogenen Einfluss entstanden sind und die sich selbst erhalten (Beispiele: Physikalisches System (Planetensystem, Quantensystem, Atom, Molekül u. a.), (Autopoietisches System (Biologisches System, Zelle, Organsystem, Ökosystem u. a.). Unterliegen diese Systemtypen energetischen Wechselwirkungen, gehören sie gleichzeitig zu den thermodynamischen Systemen.
- Künstliche Systeme sind Systeme, die vom Menschen erdacht und konstruiert wurden. Sie können materieller oder immaterieller Natur sein; vereinen jedoch häufig beides. Man unterscheidet (reale) technische Systeme (Beispiele: Werkzeug, Maschine, Computer bis hin zu ganzen Anlagen), Soziale Systeme (Beispiele: Arbeitswelt, Soziale Gruppen, Familien, Ethnien, Organisationen) und soziotechnische Systeme (Beispiele: Arbeitssysteme, Informationssysteme, Internet).
- Eine Mischung aus natürlichen und künstlichen realen Systemen stellen biotechnische Systeme (Beispiele: Viehzucht, Kläranlage, Kunstherz) und sozioökologische Systeme dar (Beispiele: Kulturlandschaft, Bergbaufolgelandschaft).
- Materielle Systeme werden je nach Art des Austausches mit ihrer Umgebung in offene-, geschlossene- und abgeschlossene Systeme unterteilt. Abgeschlossene und geschlossene Systeme kommen in der Realität praktisch nicht vor, ihre Modellierung ist aber bei der Untersuchung von komplexen Systemen notwendig.

Die Systemtheorie untersucht die Strukturen und Abläufe grundverschiedener materieller Systeme.
- Immaterielle oder formale Systeme sind ausschließlich künstlich geschaffene, gedankliche Systeme, die ohne „Anstoß“ durch den Menschen keine eigene Dynamik entfalten und deren Existenz von materiellen Systemen abhängt (Beispiele: Begriffssystem, Koordinatensystem, Axiomensystem, Modell, Theorie).

In unterschiedlichen Fachgebieten werden spezifische Begriffsverwendungen vorgeschlagen, diskutiert und angewendet.
Sofern keine Beziehungen der genannten Art zwischen den Teilen eines Ganzen bestehen, handelt es sich nicht um ein System, sondern um bloße Mengen, Haufen oder Stoffgemische; auch wenn die konstruierte Anordnung der Teile einer bestimmten Systematik unterliegt und als „System“ bezeichnet wird (Beispiele: biologische Systematik, Periodensystem der Elemente).

## Begriffs- und Ideengeschichte

### Antike
Die griechischen Ausdrücke σύστημα, σύσταμα, σύστεμα fanden Gebrauch als „Oberbegriff für alle verbandlichen Organisationen, die öffentlichen Gemeinwesen mit eingeschlossen“.
Darüber hinaus wird σύστημα gebraucht
- im Bereich der Medizin, z. B. für ein „System“ von Pulsschlägen
- im Bereich der Musiktheorie, z. B. für ein „System“ von Intervallen
- im Bereich der Literaturtheorie, z. B. in der Bedeutung einer „Komposition“[12]

An den musiktheoretischen Gebrauch knüpft Platon in seinem späten Dialog Philebos an. Er spricht von den vielen „Verbindungen“, welche aus den „Zwischenräumen“ der Töne entstehen und von ebenfalls in Zahlen messbaren „ähnlichen Verhältnissen“ in den Bewegungen des Leibes; zugleich müsse man dabei bedenken, was darin „Eines und Vieles“ ist; durch dieseart Überlegung gelange man zur „Einsicht“, die wegen der Unendlichkeit jedes Begriffs und Dinges aber nie abschließbar sei.
Der pseudo-platonische Dialog Epinomis bezieht den Terminus σύστημα auf die Zahlen, mit welchen die Gesetze der Sternbahnen erfassbar sind.

### Neuzeit
Seit dem 16. Jahrhundert wird der Systembegriff in verschiedenen Zusammenhängen verwendet, so z. B. bezogen auf die Sphäre der Politik zuerst durch Thomas Hobbes im Sinne einer political entity.

## Vergleichbare Systemeigenschaften
Unter den Systemeigenschaften versteht man einen Satz von Eigenschaften, die für ein System charakteristisch sind. Sie ergeben sich zum einen aus den Eigenschaften der Elemente des Systems und zum anderen aus der Systemstruktur, also ihren Beziehungen untereinander.
Die im Folgenden näher beschriebenen Systemeigenschaften werden herangezogen, um unterschiedliche Systeme zu beschreiben, zu klassifizieren und miteinander zu vergleichen.

### Struktur, Ordnung und Organisation
Insbesondere bei der Untersuchung der Komplexität von Systemen in den Systemwissenschaften, ist eine korrekte Begriffsverwendung wichtig. Häufig werden die Begriffe Struktur, Ordnung und Organisation unscharf abgegrenzt, synonym genutzt oder verweisen aufeinander (vgl. Tautologie (Sprache)), sodass die Verifizierbarkeit der Aussagen und damit ihre Plausibilität und ihr Stellenwert in Frage stehen. Demgegenüber können sie wie folgt definiert werden:

Struktur bezeichnet den inneren Aufbau eines Systems; die Art und Weise, wie die Systemkomponenten „räumlich“ und „materiell“ (strukturell) miteinander verbunden sind. Die Betrachtung der Struktur allein lässt keine Rückschlüsse über die Komplexität der Verknüpfungen oder funktionale Zusammenhänge zu. Dafür ist eine Bewertung der Ordnung und Organisation einer Struktur und ihrer jeweiligen Ausprägung notwendig.

Ordnung steht für die Art und Weise der Beziehungen zwischen den Systemkomponenten einschließlich der Regeln und Gesetzmäßigkeiten, nach denen sie Informationen austauschen. Die Betrachtung der Ordnung eines Systems bzw. einer Struktur zielt eher auf einen Zustand und auf quantitative Aussagen: So bezieht sich der Ordnungsgrad auf die Anzahl der möglichen Beziehungen und nicht auf ihre Wirksamkeit.

Organisation umfasst die Funktionalität der Ordnung: die Wirkungsweise des Informationsaustausches und die Aufrechterhaltung der Funktionszusammenhänge. Die Betrachtung der Organisation eines Systems bzw. einer Struktur zielt eher auf Vorgänge und auf qualitative Aussagen: So bezieht sich der Organisationsgrad auf die Zweckdienlichkeit der bestehenden Beziehungen, nicht auf Art und Zahl ihrer Regeln und Selbstorganisation ist der systemimmanente Prozess des Ordnens.

### Komplexitätsgrad
Komplexe Systeme sind gekennzeichnet durch die Art und Zahl der Elemente – als Voraussetzung für Komplexität, sowie Art, Stärke, Zahl und Dichte der Wechselbeziehungen dazwischen – als entscheidende Faktoren der Komplexität. Sie wird bestimmt durch die Anzahl der Elemente sowie die Anzahl und die Art der Beziehungen. Man unterscheidet zwischen struktureller Komplexität (Quotient aus Anzahl der Relationen und Elemente; Komplexitätsmaß = K =nr / ne) und zeitlicher Komplexität. Das heißt die Anzahl der möglichen Zustände, die das System in einer Zeitspanne annehmen kann.
Beschreibung der Extrema:
|                                          | einfache Systeme          | komplexe Systeme               |
| ---------------------------------------- | ------------------------- | ------------------------------ |
| Anzahl der Elemente                      | gering                    | groß                           |
| Ähnlichkeit der Elemente                 | in allen Merkmalen gleich | in allen Merkmalen verschieden |
| Menge der Beziehungen                    | gering                    | groß                           |
| Dichte der Beziehungen (Vernetzungsgrad) | gering                    | groß                           |
| Beispiel:                                | Pendel                    | Chloroplast                    |

Zwischen einfachen und komplexen Systemen sind alle Ausprägungsgrade der Extrema möglich.
Die Komplexität eines Systems hängt von der Definition der Systemgrenzen, von der Zahl der als relevant erachteten Elemente und von den als relevant betrachteten Wechselbeziehungen (Interdependenzen) ab. Viele komplexe Systeme weisen eine hierarchieähnliche Gliederung auf: Je näher (zeitlich und/oder räumlich) man herantritt, umso mehr Details werden sichtbar. Dabei können unabhängig vom Maßstab immer wieder dieselben Strukturen auftreten. In diesem Fall liegt keine Hierarchie vor, sondern Selbstähnlichkeit. Selbstähnlichkeit ist in der Biologie weniger bei Strukturen (siehe aber Blumenkohl) als bei Grundprinzipien zu finden, z. B. gelten die Regeln der Evolution (Überproduktion – Variation – Selektion) auf allen Struktur- und Zeitebenen.
Eine wesentliche Folge höherer Komplexität ist zudem die „Sprunghaftigkeit“ und Unvorhersagbarkeit der Entwicklung bis hin zu chaotischen Abläufen. Vor diesem Hintergrund werden komplexe nichtlineare Systeme von vorhersagbaren, einfachen, linearen Systemen unterschieden.

### Stabilität
Abhängig von der Art der Störung besitzen Systeme Schutzmechanismen, um ihre Funktionen in gewissen Grenzen aufrechtzuerhalten. Je komplexer ein System, desto größer ist seine innere Wandlungsfähigkeit und seine Anfälligkeit gegenüber äußeren Einflüssen. Demgegenüber steht jedoch auch eine gewisse Beibehaltung des typischen Systemcharakters, die seine „Identität“ und Wiedererkennbarkeit gewährleistet, selbst wenn immer wieder Teile ausgetauscht werden. Sie sorgt für eine regelbare Entwicklung „im Sinne des Systems“ und bestimmt seine Belastbarkeit bzw. Stabilität.

#### Betrachtungen der Reaktion eines Systems auf der Makroebene im stationären Zustand auf Störungen von außen
| Möglichkeiten              | stabil                                                 | metastabil                                                                                       | instabil, labil                                                 | grenzstabil, indifferent                             |
| -------------------------- | ------------------------------------------------------ | ------------------------------------------------------------------------------------------------ | --------------------------------------------------------------- | ---------------------------------------------------- |
| Reaktion                   | kehrt in den ursprünglichen Zustand zurück             | kehrt in den ursprünglichen Zustand zurück oder geht in einen neuen stabilen Zustand über        | kehrt nicht mehr in den ursprünglichen (labilen) Zustand zurück | jede Störung führt zu einem neuen (stabilen) Zustand |
| Beispiel chemisches System | Systeme mit minimaler Enthalpie und maximaler Entropie | Ein Wasserstoff-Sauerstoffgemische ist stabil, bis es aktiviert wird, dann reagiert es zu Wasser | aktivierter Übergangszustand                                    | Verdünnen von Schwefelsäure                          |
| Beispiel Balkenpendel      | Schwerpunkt liegt unterhalb des Drehpunktes            |                                                                                                  | Schwerpunkt liegt oberhalb des Drehpunktes                      | Schwerpunkt und Drehpunkte fallen zusammen           |

#### Betrachtung der Elemente auf der Mikroebene
Bei stabilen Systemen ändert sich die Struktur des Systems nicht. Zahl, Art und Wechselwirkung der Elemente bleiben konstant. Bei instabilen Systemen genügen geringe Änderungen der Systembedingungen, um eine Änderung der Struktur herbeizuführen. Diese können sowohl von außen als auch durch innere Eigendynamik hervorgerufen werden.
Mit zunehmender Komplexität geht die Austauschbarkeit der Elemente und damit die strukturelle Stabilität verloren. Wird bei hochkomplexen Systemen ein Element gegen ein anderes ausgetauscht, das nicht mehr dieselben Eigenschaften hat, kann sich das Gesamtverhalten des Systems verändern (Beispiel: Organtransplantation).
Welche Stabilität eines Systems festgestellt wird, hängt vom festgelegten Zeitmaßstab und dem Beobachtungszeitraum ab sowie von der Definition der Störung: Manche stabilen Systeme gehen bei genügend starken Störungen in instabile Zustände über (Beispiel: Aktivierung chemischer Reaktionen). Alle Systeme können bei starken Störungen zerstört werden.

#### Abhängigkeit der Zuordnung von Systemgrenzen
Die Zuordnung zu einer der Stabilitätskategorien hängt auch von der Definition der Systemgrenzen ab:

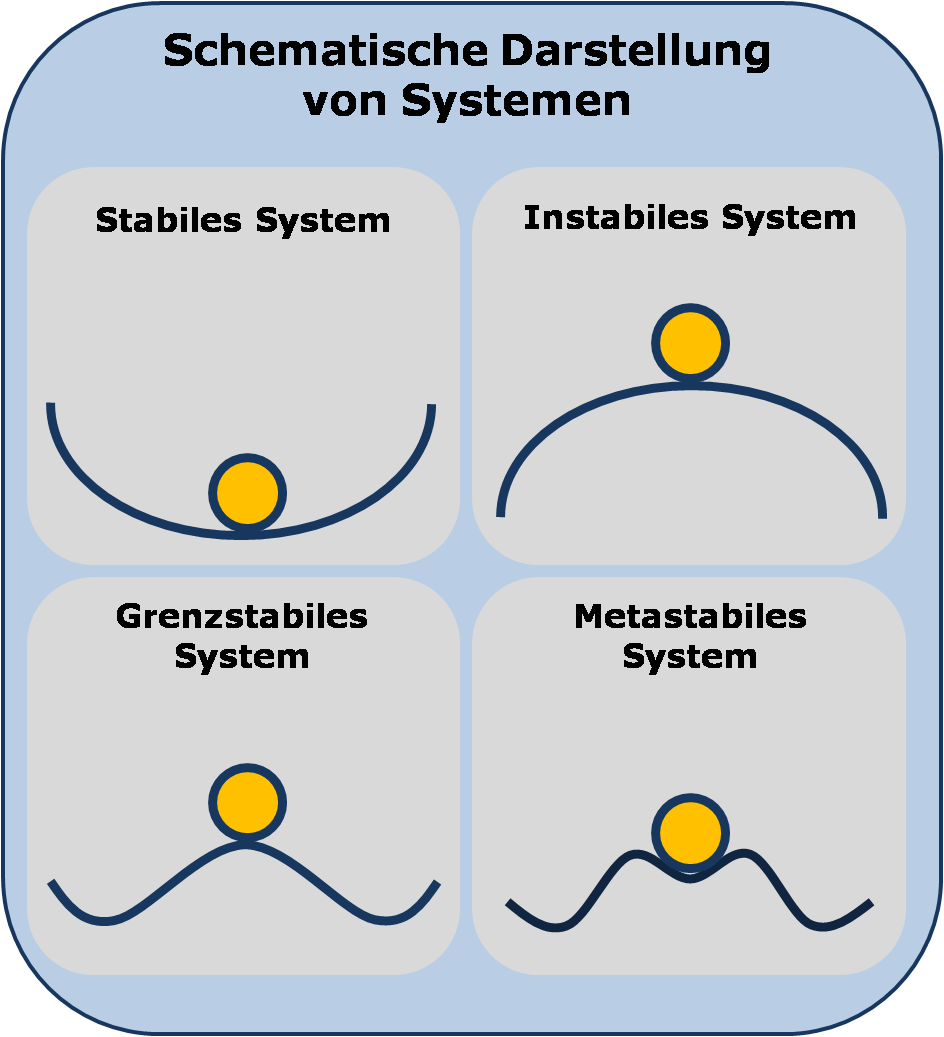
Darstellung verschiedener Systeme

Beispiel System Kugel / Schüssel
Bei Störung, d. h. Anstoßen der Kugel, rollt die Kugel wieder in ihre Ausgangslage zurück. Ein zu starker Stoß befördert die Kugel aus der Schüssel heraus, die Kugel fällt zu Boden. Damit ist das ursprüngliche System zerstört. Wird aber das System Kugel/Schüssel/Boden betrachtet, ist die Kugel in der Schüssel nur in einem metastabilen Zustand, da sie am Boden einen stabileren Zustand einnimmt.
Liegt die Kugel auf einer umgekehrten Schüssel (labiles System), führt jede Störung auch zur Zerstörung. Wird aber das System umgekehrte Schüssel/Kugel/Boden betrachtet, führt jede Störung zu einem neuen Zustand.
Beispiel Balkenpendel
Hier kann das System je nach dem Lageverhältnis Schwerpunkt zu Drehpunkt drei verschiedene Zustände einnehmen, die sich gegenüber Störungen unterschiedlich verhalten: exzentrische Anordnung: Es gibt genau einen stabilen Zustand, alle anderen Zustände sind instabil. Für ein anderes Pendelsystem mit zentrischer Lagerung (Drehpunkt und Schwerpunkt fallen zusammen) gibt es unendlich viele Möglichkeiten der Ausrichtung des Balkens, die aber alle instabil sind.

### Dynamik
Manche Systeme verändern sich im Laufe der Zeit. Diese Dynamik weist bestimmte Entwicklungsmuster auf. Bei einfachen Systemen ist dies etwa nur der Verschleiß, der die Funktionalität verschlechtert, bei komplexen Systemen etwa periodische Schwankungen oder langfristige Wachstumsprozesse verschiedenster Art.
- Statische Systeme zeigen ohne Einflüsse von außen sowohl auf der Makroebene als auch auf der Mikroebene keine Veränderungen (Beispiel: ruhendes Pendel).
- Dynamische Systeme sind auf der Mikroebene dauernden Veränderungen unterworfen, können aber zumindest zeitweise auf der Makroebene einen stationären Zustand einnehmen (Beispiele: chemische Gleichgewichtsreaktion, Ökosystem Wald).

Ob ein System als statisch oder dynamisch betrachtet wird, hängt ab vom Zeitmaßstab und von der Zeitdauer der Beobachtung. Dies wird deutlich bei Systemen im Gleichgewicht, die aber um ihre Gleichgewichtslage schwanken:
- Ist der Beobachtungszeitraum zu kurz, so kann nicht ermittelt werden, ob es sich um Schwankungen um einen Mittelwert handelt oder ob ein ansteigender oder absinkender Trend vorliegt (Beispiel: Klimaschwankungen seit Beginn der direkten Messungen).
- Ist der Beobachtungszeitraum zu lang bzw. der Maßstab zu groß, so sind die Schwankungen gar nicht feststellbar; das System verhält sich scheinbar statisch.

### Determiniertheit
Die Determiniertheit ist der Grad der „Vorbestimmtheit“ des Systems: Ein System geht von einem Zustand Z1 in den Zustand Z2 über: Z1 → Z2. Bei deterministischen Systemen ist dieser Übergang bestimmt (zwingend), bei stochastischen wahrscheinlich.
Deterministische Systeme erlauben prinzipiell die Ableitung ihres Verhaltens aus einem vorherigen Zustand, stochastische Systeme nicht. Klassische deterministische Systeme erlauben eine eindeutige Bestimmung ihres Zustandes zu jedem Zeitpunkt der Vergangenheit und Zukunft mit hinreichender Genauigkeit (Beispiel: Planetenbewegung). Hinreichend ist hier bezogen auf menschlich überschaubare, bzw. relevante Zeiträume und Größenordnungen. Die Entwicklung chaotischer Systeme ist nicht eindeutig bestimmbar, da alle Parameter mit theoretisch unendlich großer Genauigkeit bekannt sein müssen, sie sind empfindlich gegenüber den Anfangsbedingungen. Mit geeigneten (mathematischen) Modellen lassen sich relevante Aussagen über Vergangenheit und Zukunft von deterministischen und stochastischen Systemen machen. Aus der Komplexität eines Systems lässt sich keine Aussage über die Vorhersagbarkeit treffen: Es gibt einfache deterministische Systeme, die chaotisch sind (z. B. Doppelpendel) und komplexe deterministische Systeme (Chloroplasten bei der Photosynthese).

### Zeitvarianz
Zeitvarianz beschreibt die Abhängigkeit des Systemverhaltens vom Zeitpunkt der Betrachtung. Ein zeitvariantes System verhält sich zu verschiedenen Zeitpunkten unterschiedlich. Bei technischen Systemen liegt der Grund dafür meist in zeitabhängigen Parameterwerten, bei biologischen Systemen beispielsweise in unterschiedlichen Umweltbedingungen. Zeitinvariante Systeme dagegen verhalten sich zu jeder Zeit gleich. Eine mechanische Uhr ist zum Beispiel zeitinvariant, wenn man Verschleiß vernachlässigt. Ein Pendel, bei dem die Länge der Aufhängung sich mit der Zeit ändert, ist zeitvariant.

## Systembegriff der Systemtheorie
Als Systemtheorie werden Forschungsrichtungen diverser Fachrichtungen zusammenfassend bezeichnet, die komplexe Zusammenhänge durch allgemeine Theorien zum Funktionieren von Systemen überhaupt beschreiben. Als erster definierte um 1950 Ludwig von Bertalanffy Systeme als Interaktionszusammenhänge, die sich von ihrer Umwelt abgrenzen, die wiederum aus anderen Interaktionszusammenhängen besteht. Gemäß in diesem Kontext verbreiteter Grundideen lassen sich Systeme als sich selbst organisierende Funktionseinheiten verstehen, die ihr Weiterfunktionieren selbst produzieren (vgl. Autopoiesis) und sich in spezifischer Weise von ihrer Umwelt differenzieren, etwa durch Ausprägung spezifischer Unterscheidungsweisen.
Ein Beispiel: Seefahrer setzten bestimmte Tiere auf einer Insel aus, um sie später dort jagen zu können. Dadurch gerät das bis dahin auf der Insel bestehende System aus Tieren und Pflanzen „durcheinander“; ein neues System entsteht. Manchmal entstehen Endemiten (= Pflanzen oder Tiere, die nur in einer bestimmten, räumlich klar abgegrenzten Umgebung vorkommen). In Disziplinen, die sich mit lebenden Organismen beschäftigen, der systemischen Psychologie und Biologie wie auch der Soziologie, werden lebende von anders gearteten Systemen unterschieden.

## Systembegriff der strukturalen Linguistik
Der strukturalen Linguistik (siehe Strukturalismus) liegt die Auffassung zugrunde, dass sprachliche Einzelelemente nicht jeweils durch sich selbst in ihrer Bedeutung begründet sind, sondern durch ihre Relationen zu anderen Elementen – wobei deren Ganzheit als System mit unter anderem dieser allgemeinen Eigenschaft beschrieben wird.

## Technik
Für Leittechnik definiert IEC 60050-351 ein System als „Menge miteinander in Beziehung stehender Elemente, die in einem bestimmten Zusammenhang als Ganzes gesehen und als von ihrer Umgebung abgegrenzt betrachtet werden.“
In der Funktionalen Sicherheit und SOTIF wird ein System als Kombination von Sensor oder Signaleingang, Logik (insbesondere mit mikroprozessorgesteuert) und Aktoren oder Signalausgängen definiert.

### EN 61069-1
Die Europäische Norm EN 61069-1 schlägt als Grundlage der Eigenbeurteilung eines Systems in der Leittechnik die in der Tabelle dargestellten Systemeigenschaften vor. Die Norm ist in Deutschland als DIN-Norm DIN EN 61069-1 veröffentlicht.
| Systemeigenschaften | Systemeigenschaften                                          | Systemeigenschaften                                                                               | Systemeigenschaften                                          | Systemeigenschaften                                                                            | Systemeigenschaften |
| Funktionalität | Betriebsverhalten                                            | Verlässlichkeit                                                                                   | Bedienbarkeit                                                | Sicherheit                                                                                     | Nicht aufgabenbezogen |
| --- | ------------------------------------------------------------ | ------------------------------------------------------------------------------------------------- | ------------------------------------------------------------ | ---------------------------------------------------------------------------------------------- | --- |
| - Anpassbarkeit - Konfigurierbarkeit - Programmierbarkeit - Erweiterbarkeit - Funktionsabdeckung - Funktionelle Kapazität | - Genauigkeit - Präzision - Wiederholbarkeit - Antwortzeiten | - Verfügbarkeit - Wartbarkeit - Zuverlässigkeit - Sicherheit - Störunempfindlichkeit (Integrität) | - Darstellungsweise - Verfahrensweise - Hierarchie - Zugriff | - Personal - Zutreffende Vorschriften - Prozess - Eigensicherheit - Explosionsschutz - Systeme | - Unterstützung - Benutzer - Lieferant - Dokumentation - Training - Kompatibilität - Software - Ausbau - Kommunikation - Lebensdauer - Ersatzteile - Physik - Verlustwärmestrahlung - Versorgungsanforderungen - Qualitätssicherung |